# خوتیکوو
خوتیکوو (به چکی: Chotíkov) یک منطقهٔ مسکونی در جمهوری چک است که در ناحیه پلزن-شمالی واقع شده‌است. خوتیکوو ۱۱٫۲۶ کیلومتر مربع مساحت و ۸۷۱ نفر جمعیت دارد و ۳۹۸ متر بالاتر از سطح دریا واقع شده‌است.